# Evangelický hřbitov v Růžové
Evangelický hřbitov v Růžové na Děčínsku se nachází jihovýchodně od obce na severozápadním svahu Kovářova kopce. Má rozlohu přibližně 2 000 m². Západně od něj je na úbočí Petrova vrchu katolický hřbitov z roku 1906.

## Historie
Hřbitov byl založen roku 1862 po zrušení náboženských diskriminačních opatření, posvěcen byl 16. května. Od evangelického kostela postaveného roku 1864 k němu vedla cesta lemovaná starou alejí. Evangelická obec chtěla hřbitov bez symbolu kříže, hřbitovní kříž zde prosadil evangelický farář.

### Popis
Nejstarší náhrobek se nachází uprostřed hřbitova a má dochovaný nápis o slavnostním pohřbení dvou malých dětí jménem Franziska Hille z čp. 160 (narození 8. 4. 1862, úmrtí 25. 8. 1862) a Emanuel Richter (úmrtí 12. 5. 1861 ve věku jednoho roku). Emanuel Richter se narodil protestantským rodičům a nesměl být pohřben na katolickém hřbitově u kostela svatého Petra a Pavla. Byl pohřben roku 1861 na louce, která patřila evangelíku Johannu Guthovi a na jejíž části evangelická obec později postavila kostel. Při prvním pohřbu na nově založeném hřbitově byly ostatky dítěte přeneseny na hřbitov a pohřbeny s druhým dítětem do jednoho hrobu.
V 90. letech 20. století byly oba hřbitovy, evangelický i sousední katolický, zbaveny náletových dřevin a vyčištěny. Roku 2015 byl na podstavec hřbitovního kříže nainstalován železný kříž s použitím litinových částí původního kříže z roku 1862.